# Construcciones Metálicas Aleu
Construcciones Metálicas Aleu fou una empresa dedicada a la fabricació de motocicletes, radicada a Esparreguera, Baix Llobregat, entre 1952 i 1956. Les motocicletes Aleu duien motors de 125 i 200 cc de dos temps. N'abandonaren la producció el 1956, centrant-se en altres productes com ara accessoris de motocicleta. Els drets de la marca foren adquirits per Manufacturas Metálicas Monfort, proveïdor i creditor d'Aleu, qui en va continuar la fabricació, canviant-se la raó social per Monfort quatre anys després, fins a 1960.
Les motocicletes Aleu tenien fama de robustes, fins al punt que circulava un eslògan popular que deia «Si voleu anar a tot arreu, compreu-vos una Aleu» (alguns detractors, però, el van canviar per «Si voleu anar a peu, compreu-vos una Aleu»).
El 1954, Manufacturas Aleu, SL presentà a la Fira de Mostres de Barcelona un projecte de microcotxe de tres rodes anomenat Bambi, del qual n'arribà a produir molt poques unitats.